# Scaphoidophyes attenuatus
Scaphoidophyes attenuatus är en insektsart som beskrevs av Barnett 1980. Scaphoidophyes attenuatus ingår i släktet Scaphoidophyes och familjen dvärgstritar. Inga underarter finns listade i Catalogue of Life.